# Phanoperla lisu
Phanoperla lisu är en bäcksländeart som beskrevs av Bill P.Stark 1983. Phanoperla lisu ingår i släktet Phanoperla och familjen jättebäcksländor. Inga underarter finns listade i Catalogue of Life.